# Morgana King
Morgana King (nacida Maria Grazia Morgana Messina; Pleasantville, Nueva York, 4 de junio de 1930-Palm Springs, California, 22 de marzo de 2018) fue una cantante de jazz y actriz de cine y televisión estadounidense. Su papel más reconocido es el de Carmela Corleone, esposa del capo de la mafia Vito Corleone en las películas El Padrino (1972) y El Padrino II (1974), ambas dirigidas por Francis Ford Coppola.

## Biografía
Como cantante llegó a grabar más de treinta producciones discográficas, explorando géneros musicales como el jazz, la bossa nova, el bebop y el pop tradicional.
Falleció en Palm Springs, a causa de un linfoma no Hodgkin, un tipo de cáncer contra el que luchaba desde hacía tiempo. Aunque la artista murió el 22 de marzo de 2018, la noticia no fue conocida hasta el 15 de agosto siguiente, en la que un amigo suyo escribió un mensaje en su perfil de Facebook.

## Discografía
- 1956 - For You, For Me, For Evermore
- 1958 - Morgana King Sings the Blues
- 1959 - The Greatest Songs Ever Swung
- 1960 - Folk Songs à la King
- 1960 - Let Me Love You
- 1964 - With a Taste of Honey
- 1964 - A Taste of Honey
- 1965 - More Morgana King
- 1965 - Miss Morgana King
- 1965 - Everybody Loves Saturday Night
- 1965 - The End of a Love Affair
- 1965 - Winter of My Discontent
- 1965 - Morgana King
- 1965 - It's a Quiet Thing
- 1966 - Wild Is Love
- 1967 - Gemini Changes
- 1968 - I Know How It Feels to Be Lonely
- 1972 - Cuore di Mama
- 1973 - New Beginnings
- 1977 - Stretchin' Out
- 1978 - Everything Must Change
- 1979 - Higher Ground
- 1983 - Portraits
- 1986 - Simply Eloquent
- 1986 - Stardust
- 1991 - I Just Can't Stop Loving You
- 1992 - This Is Always
- 1992 - Another Time, Another Space
- 1998 - Looking Through the Eyes of Love

## Filmografía

### Cine
| Año  | Título                                    | Rol              |
| ---- | ----------------------------------------- | ---------------- |
| 1972 | El Padrino                                | Carmela Corleone |
| 1974 | El Padrino II                             | Carmela Corleone |
| 1978 | Nunzio                                    | Sra. Sabatino    |
| 1987 | A Time to Remember, o Miracle in a Manger | Theresa          |
| 1997 | A Brooklyn State of Mind                  | Tía Rose         |